# العلاقات السودانية السلوفاكية
العلاقات السودانية السلوفاكية هي العلاقات الثنائية التي تجمع بين السودان وسلوفاكيا.

## مقارنة بين البلدين
هذه مقارنة عامة ومرجعية للدولتين:
| وجه المقارنة                                              | السودان                     | سلوفاكيا                                                       |
| --------------------------------------------------------- | --------------------------- | -------------------------------------------------------------- |
| المساحة (كم2)                                             | 1.89 مليون                  | 49.03 ألف                                                      |
| عدد السكان (نسمة)                                         | 40.53 مليون                 | 5.44 مليون                                                     |
| الكثافة السكانية (ن./كم²)                                 | 21.44                       | 110.95                                                         |
| العاصمة                                                   | الخرطوم                     | براتيسلافا                                                     |
| اللغة الرسمية                                             | اللغة العربية، لغة إنجليزية | اللغة السلوفاكية                                               |
| العملة                                                    | جنيه سوداني                 | كرونة سلوفاكية، يورو                                           |
| الناتج المحلي الإجمالي (بليون دولار)                      | 117.49 مليار                | 95.77 مليار                                                    |
| الناتج المحلي الإجمالي (تعادل القوة الشرائية) بليون دولار | 176.55 مليار                | 162.34 مليار                                                   |
| الناتج المحلي الإجمالي الاسمي للفرد دولار أمريكي          | 2.41 ألف                    | 16.09 ألف                                                      |
| الناتج المحلي الإجمالي للفرد دولار أمريكي                 | 4.07 ألف                    | 30.46 ألف                                                      |
| مؤشر التنمية البشرية                                      | 0.479                       | 0.844                                                          |
| رمز المكالمات الدولي                                      | +249                        | +421                                                           |
| رمز الإنترنت                                              | سودان                       | .sk                                                            |
| المنطقة الزمنية                                           | ت ع م+03:00، ت ع م+02:00    | توقيت وسط أوروبا، ت ع م+01:00، ت ع م+02:00، أوروبا/براتيسلافا ‏ |

## منظمات دولية مشتركة
يشترك البلدان في عضوية مجموعة من المنظمات الدولية، منها:
| علم المنظمة | اسم المنظمة                               | تاريخ انضمام السودان | تاريخ انضمام سلوفاكيا |
| ----------- | ----------------------------------------- | -------------------- | --------------------- |
|             | الاتحاد البريدي العالمي                   | ?                    | ?                     |
|             | يونسكو                                    | 26 نوفمبر 1956       | 9 فبراير 1993         |
|             | البنك الدولي للإنشاء والتعمير             | 5 سبتمبر 1957        | 1993                  |
|             | وكالة ضمان الاستثمار متعدد الأطراف        | 7 نوفمبر 1991        | 1993                  |
|             | الاتحاد الدولي للاتصالات                  | 23 أكتوبر 1957       | 23 فبراير 1993        |
|             | منظمة الشرطة الجنائية الدولية             | ?                    | ?                     |
|             | مؤسسة التمويل الدولية                     | 21 أكتوبر 1960       | 1993                  |
|             | الأمم المتحدة                             | 12 نوفمبر 1956       | 19 يناير 1993         |
|             | مؤسسة التنمية الدولية                     | 24 سبتمبر 1960       | 1993                  |
|             | الفريق المعني برصد الأرض                  | ?                    | ?                     |
|             | منظمة حظر الأسلحة الكيميائية              | ?                    | ?                     |
|             | المركز الدولي لتسوية المنازعات الاستشارية | 9 مايو 1973          | 26 يونيو 1994         |

## وصلات خارجية
- موقع وزارة الخارجية السودانية
- موقع وزارة الخارجية السلوفاكية